# Bryozoichthys
Bryozoichthys is een geslacht van straalvinnige vissen uit de familie van stekelruggen (Stichaeidae). Het geslacht is voor het eerst wetenschappelijk beschreven in 1931 door Whitley.

## Soorten
- Bryozoichthys lysimus (Jordan & Snyder, 1902)
- Bryozoichthys marjorius McPhail, 1970